# Независимая крестьянская партия
Независимая крестьянская партия (пол. Niezależna Partia Chłopska, NPCh) — радикальная левая политическая партия, существовавшая в Польше с 1924 до 1927 года.

## История
Партия была создана группой парламентариев Польской крестьянской партии «Освобождение». 10 ноября 1924 года четыре депутата Сейма Польской Республики, среди них Владислав Ковальский, вышли из фракции партии «Освобождение», а на следующий день они объявили создание новой партии, в которую перешли ещё два депутата: Влодзимеж Скакун и Альфред Фидеркевич — председатель главного управления партии.
Независимая крестьянская партия сотрудничала с Обществом академической независимой народной молодёжи «Орка», а тоже с другими революционными партиями в Польской Республике, такими как Коммунистическая партия Польши, Польская социалистическая партия — левица, Независимая социалистическая партия труда, Белорусская крестьянско-рабочая громада, Левая фракция Поалей Цион и украинская организация Сель-Роб (бывшая легальным прикрытием Коммунистической партии Западной Украины).
11 марта 1927 года Независимая крестьянская партия была запрещена властями.

## Программа
Программа Независимой крестьянской партии предусматривала следующее:
- революция и рабоче-крестьянское правительство,
- сельскохозяйственная реформа,
- национализация лесов,
- отделение церкви от государства,
- альянс Польской Республики с Советским Союзом.

## Продолжение
Часть деятелей ликвидированной Независимой крестьянской партии вступила в Коммунистическую партию Польши или в Польскую социалистическую партию — левица.
Некоторые деятели из территории Западной Белоруссии уже в марте 1927 года создали Радикальную крестьянскую партию Белорусских Земель (польск. Radykalna Partia Włościańska Ziem Białoruskich), которая позднее приняла название Крестьянской левой партии (польск. Chłopska Partia Lewicowa). Но её программа была изменена, напр. не учитывала рабоче-крестьянского правительства и её действия были регионально ограничены.
Зато идеологическим продолжением Независимой крестьянской партии стала Объединенная левая партия крестьян-единоличников «Самопомощь», которая существовала с января 1928 года до её запрещения властями 27 мая 1931 года.